# يوهانس سيلين
يوهانس سيلين (بالألمانية: Johannes Sellin) مواليد 31 ديسمبر 1990 في فولغاست، ألمانيا، هو لاعب كرة يد ألماني يلعب كجناح أيمن. يلعب حاليا مع نادي ملزونغن لكرة اليد ويحمل الرقم 23. مثل منتخب ألمانيا لكرة اليد.

## سجل المنافسة
شارك في البطولات التالية:
- بطولة العالم لكرة اليد للرجال 2015
- بطولة أوروبا لكرة اليد للرجال 2016

## الإنجازات
- بطولة أوروبا لكرة اليد للرجال:
  -  ذهبية: بطولة أوروبا لكرة اليد للرجال 2016

## روابط خارجية
- يوهانس سيلين على موقع الاتحاد الأوروبي لكرة اليد (الإنجليزية)